# Bundesstraße 213
Pour les articles homonymes, voir Route 213.
La Bundesstraße 213 est une Bundesstraße du Länder de Basse-Saxe.

## Histoire
La route flamande, dont le tracé suit autant que possible la route B 213, est une route historique dont l'âge est inconnu. Elle se développe comme un itinéraire terrestre entre les villes hanséatiques de Lübeck, Hambourg, Brême, Haselünne, Deventer, Arnhem et Nimègue, ainsi que les villes d'Anvers et de Bruges. À Deventer, on peut aller à Amsterdam.
Le premier service postal entre Hambourg et Amsterdam est créé en 1650. En 1809, les diligences entre Brême et Lingen sont quotidiennes. Le service continu de diligence entre Hambourg et Amsterdam est interrompu en 1852, car la liaison ferroviaire au-dessus de Hanovre est jugée plus rapide et plus confortable.
En raison de la grande importance de cette route, la section entre Nordhorn et Lingen est étendue en 1824 en tant que première liaison terrestre sur une chaussée dans le comté de Bentheim. En 1825 le ferry, qui traverse l'Ems entre Lingen et Schepsdorf, est remplacé par un pont nouvellement construit.
La construction de la route dans la partie d'Oldenbourg commence en 1837 avec le tronçon Ahlhorn-Cloppenburg. Entre 1856 et 1869, la route est achevée sur l'ensemble du trajet reliant Delmenhorst à Löningen. Jusqu'en 1900, un péage est perçu par le Grand-duché d'Oldenbourg pour financer la construction de la route.
À l’origine, la B 213 dispose de nombreuses traversées de communes, y compris de Nordhorn, Lingen, Cloppenburg et Wildeshausen. La plupart de ces passages sont maintenant remplacés par des rocades. Le dernier goulot d'étranglement, le passage par Lastrup, est supprimé le 5 décembre 2009 par l'inauguration d'un contournement. Jusqu'à la construction de la voie de contournement de Delmenhorst, la B 213 se terminait à l'intersection avec la Bundesstraße 75. Aujourd'hui, la jonction Delmenhorst-Deichhorst de l'A 28 constitue l'extrémité nord-est de la B 213.
Après une longue discussion politique, la B 213 entre la jonction d'Ahlhorn de la Bundesautobahn 29 et la jonction Wildeshausen-Ouest de la Bundesautobahn 1 est déclassée en une route municipale.
Depuis février 2013, un nouveau carrefour est construit à la sortie de Cloppenburg de la B 213, permettant aux usagers venant de Molbergen d'atteindre la B 213 sans détour.

## Source
- (de) Cet article est partiellement ou en totalité issu de l’article de Wikipédia en allemand intitulé « Bundesstraße 213 » (voir la liste des auteurs).

1. ↑  (de) « Die Bundes- und Reichsstraßen in Deutschland - Nr. 166 bis 327 » [archive du 18 février 2009], sur home.arcor.de (consulté le 16 juillet 2025)